# أوليف ليتل
أوليف ليتل (بالإنجليزية: Olive Little)‏ هي لاعب كرة قاعدة أمريكية، ولدت في 17 مايو 1917، وتوفيت في 2 فبراير 1987.